# Awipes
Awipes (Avipes dillstedtianus) – żyjący w środkowym triasie (ladyn) archozaur o niepewnej pozycji systematycznej. Jego nazwa rodzajowa oznacza "ptasia stopa"; nawiązuje ona do podobieństwa kości śródstopia tego zwierzęcia do ptasiej. Znany wyłącznie z trzech bardzo słabo zachowanych fragmentów kości śródstopia mierzących ok. 80 mm, odkrytych niedaleko Dillstedt w Turyngii (Niemcy). Początkowo klasyfikowany jako ceratozaur lub celurozaur; Rauhut i Hungerbühler (2000) uznali Avipes dillstedtianus za nomen dubium i stwierdzili, że z dużą pewnością można jedynie zaliczyć go do archozaurów, natomiast bliższa klasyfikacja jest niemożliwa.